# Peter Vecernik
Peter Vecernik (* 14. März 1932 in Wien) ist ein ehemaliger österreichischer Basketballspieler und Hochschullehrer.

## Laufbahn
Vecernik nahm 1951 und 1955 an Basketball-Europameisterschaften teil. Der 1,98 Meter große Innenspieler bestritt 27 Länderspiele für Österreich.
Er wurde 1956 und 1958 mit EKE Wien österreichischer Staatsmeister. Für die Mannschaft spielte er von 1951 bis 1959, zuvor war er bei WAT Ottakring, nachdem er erst 1949 mit dem Basketballsport begonnen hatte.
Vecernik war nach dem Studium, das er als Diplom-Ingenieur abschloss, beruflich in der Industrie tätig, ehe er 1959 an der Technischen Universität Wien im gerade gegründeten Studienzweig Betriebswissenschaften in der Studienrichtung Maschinenbau Hochschulassistent wurde. Später war er am Institut für Betriebswissenschaften der TU Wien Hochschulprofessor. Ende September 2000 ging er in den Ruhestand.